# Rajd Costa Smeralda
Rajd Costa Smeralda (Rally Costa Smeralda) – organizowany od 1978 roku szutrowy rajd samochodowy z bazą w Olbii. Odbywa się na wybrzeżu Costa Smeralda na wyspie Sardynia. Od 1978 do 1994 roku stanowił eliminację mistrzostw Europy. Od 1995 do 1997 roku nie odbywał się, a od 1998 roku jest jedną z eliminacji mistrzostw Włoch, a także Trofeo Rally Terra (szutrowych mistrzostw Włoch).

## Zwycięzcy
| Rok  | Kierowca         | Samochód                   |
| ---- | ---------------- | -------------------------- |
| 1978 | Maurizio Verini  | Fiat 131 Abarth            |
| 1979 | Attilio Bettega  | Fiat 131 Abarth            |
| 1980 | Bernard Darniche | Lancia Stratos HF          |
| 1981 | Markku Alén      | Fiat 131 Abarth            |
| 1982 | Michele Cinotto  | Audi Quattro               |
| 1983 | Massimo Biasion  | Lancia 037                 |
| 1984 | Henri Toivonen   | Porsche 911                |
| 1985 | Dario Cerrato    | Lancia 037                 |
| 1986 | Henri Toivonen   | Lancia Delta S4            |
| 1987 | Juha Kankkunen   | Lancia Delta S4            |
| 1988 | Markku Alén      | Lancia Delta Integrale     |
| 1989 | Dario Cerrato    | Lancia Delta Integrale 16V |
| 1990 | Dario Cerrato    | Lancia Delta Integrale 16V |
| 1991 | Juha Kankkunen   | Lancia Delta Integrale 16V |
| 1992 | Didier Auriol    | Lancia Delta HF Integrale  |
| 1994 | Piero Liatti     | Subaru Impreza 555         |
| 1998 | Pucci Grossi     | Toyota Celica GT-Four      |
| 1999 | Daniele Griotti  | Subaru Impreza WRX STi     |
| 2000 | Michele Gregis   | Subaru Impreza WRX STi     |
| 2001 | Paolo Andreucci  | Ford Focus WRC             |
| 2002 | Luca Cantamessa  | Mitsubishi Lancer WRC      |
| 2003 | Harri Rovanperä  | Peugeot 206 WRC            |
| 2004 | Andrea Navarra   | Subaru Impreza WRX STi     |
| 2005 | Andrea Navarra   | Mitsubishi Lancer Evo IX   |
| 2006 | Paolo Andreucci  | Fiat Punto S2000           |
| 2007 | Piero Longhi     | Subaru Impreza WRC         |
| 2008 | Paolo Andreucci  | Mitsubishi Lancer Evo IX   |
| 2009 | Paolo Andreucci  | Peugeot 207 S2000          |
| 2010 | Kris Meeke       | Peugeot 207 S2000          |
| 2011 | Paolo Andreucci  | Peugeot 207 S2000          |